# Orden de Ushakov
La Orden de Ushakov (en ruso: Орден Ушакова) fue una de las más altas distinciones navales de la URSS junto a la Orden de Najimov; hoy en día sigue otorgándose en Rusia. Su nombre conmemora al Almirante Fiódor Ushakov, quien nunca perdió una batalla y fue proclamada patrón de la Armada de Rusia.
La orden fue instituida durante la Segunda Guerra Mundial, el 3 de marzo de 1944 y tiene dos clases. La idea se la dio el almirante Nikolái Kuznetsov a Stalin en el verano de 1943. La orden se otorgaba a los almirantes, generales y oficiales de la Armada que habían logrado una victoria sobre un enemigo con superioridad numérica. La orden fue concedida por primera vez el 16 de mayo de 1944.
La orden de 1ª clase consistía en un retrato esmaltado de oro, rodeado de laurel y hojas de roble, atado a un ancla de plata ennegrecida y una cadena; todo el conjunto estaba montado sobre una estrella de platino de cinco puntas.
La orden de 2ª clase estaba hecha con el retrato de plata esmaltada, pero sin las hojas atadas al ancla de plata ennegrecida y la cadena; el conjunto estaba colocado sobre una estrellas de cinco puntas.
Durante la Segunda Guerra Mundial 22 hombres fueron galardonados con la orden de 1ª clase, ocho de ellos dos veces. 14 oficiales recibieron la 2ª clase, todos ellos destinados en la Flota del Norte. Hasta la caída de la Unión Soviética, la Orden de Ushakov se adjudicó un total de 47 veces para los de primera clase y 194 veces para la segunda clase. 
La orden se coloca en el lado derecho del pecho.
- Datos: Q973379
- Multimedia: Order of Ushakov (USSR) / Q973379